# Troglarmadillidium gavdense
Troglarmadillidium gavdense là một loài chân đều trong họ Armadillidiidae. Loài này được Schmalfuss miêu tả khoa học năm 1972.